# Psaltare (musikinstrument)

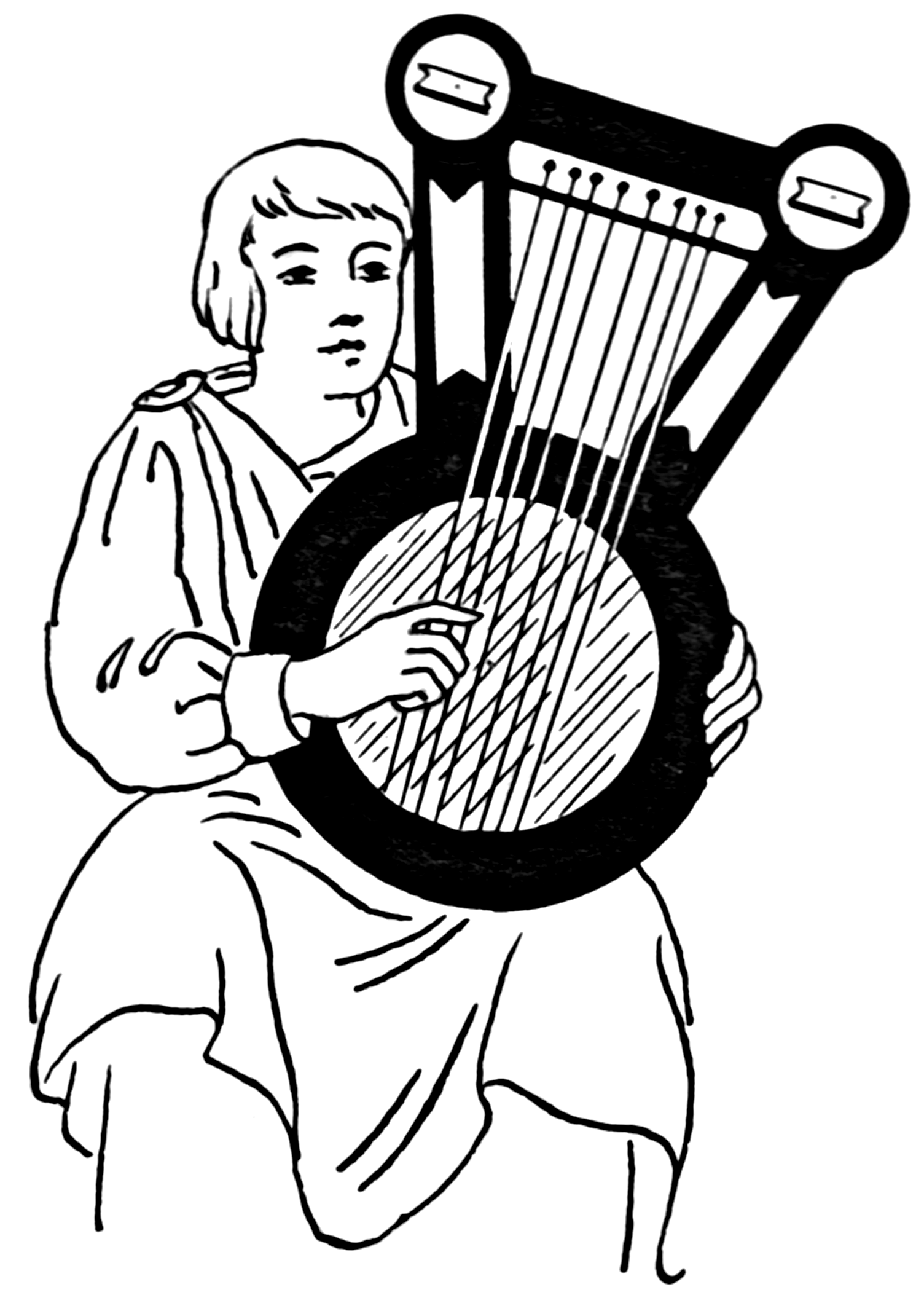
Psalterium

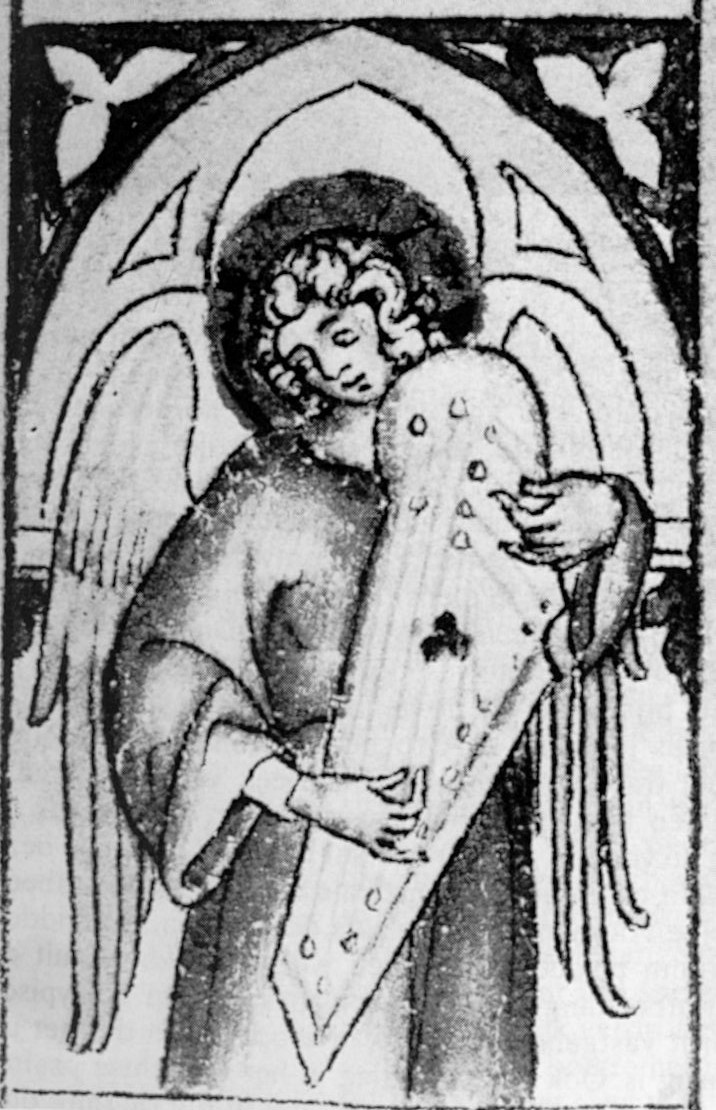
Psalterium av vingmodell

Psaltare eller (latin: psalterium) är ett stränginstrument av cittratyp med ursprung från hebréer, greker och romare och introducerades i Europa under medeltiden. Instrumentet består av en grund öppen resonanslåda med ett antal strängar, avsedda att spelas lösa (utan att förkortas). Dessa knäpptes med fingrarna eller med plektrum. Cembalon anses ha utvecklats ur psalteriet.
Psaltaren hör till de stränginstrument som är kända från antiken (Mesopotamien), men det är inte alltid helt klart vilket stränginstrument som avses när det omnämns i texter, då det fanns flera liknande, som kitharan.  Det som på grekiska kallas psalterion hade resonansbotten upptill till skillnad från kitharan (hebr kinnor), som hade resonansbotten nedtill enligt anteckningar hos kyrkofäderna. Både psalterion och kithara finns omnämnda i bibelboken Psaltaren, t.ex. 150:3 "psaltare och kithara" (ordagrant), "harpa och lyra" (Bibel 2000) men samma vers "psaltare och harpa" (1917 års bibelöversättning). Osäkerhet finns även när det gäller avbildningar från samma tid. Om till exempel "tiosträngad harpa" (Septuaginta 143:9) är samma instrument eller ett särskilt instrument råder det delade meningar om.
Psaltare användes inte bara i kulten utan även profant.